# Mario Natangelo
Mario Natangelo (Napoli, 16 dicembre 1985) è un fumettista e giornalista italiano.

## Biografia
Nato a Napoli nel 1985, è cresciuto nel quartiere napoletano di Scampia ed ha studiato Giurisprudenza all'Università degli Studi di Napoli Federico II. Ha vissuto un anno in Spagna, dove ha frequentato l'Università di Alicante, poi in Francia e infine si è trasferito a Roma nel 2010. 
Esordisce nel 2007 con Emme, inserto satirico de l'Unità fondato e diretto da Sergio Staino, con il quale collabora fino alla chiusura nel 2009. Nel settembre dello stesso anno, quindi dal suo esordio nelle edicole, inizia la collaborazione con Il Fatto Quotidiano, diretto da Antonio Padellaro, per il quale disegna una vignetta quotidiana, oltre a strisce e reportage grafici. Dal 2010 collabora con Smemoranda e inizia una collaborazione con Linus che si concluderà nel 2012. Nel 2017 inizia a collaborare come vignettista con la rivista Tempi, periodico settimanale cattolico vicino a Comunione e Liberazione al tempo diretto da Alessandro Giuli, ma interrompe la collaborazione dopo pochi mesi per divergenze con l'editore in seguito alla censura di una vignetta. Le vignette pubblicate da Natangelo su Tempi, dai toni spesso ferocemente anti-religiosi ed anti-clericali, avevano provocato dure proteste da parte dei lettori del settimanale.
Dal 2009 al 2012 ha curato una rassegna satirica per il Napoli Comicon i cui sono state esposte le creazioni di autori quali Vauro Senesi, Ellekappa, Vincino, Georges Wolinski, Catherine Meurisse, Albert Monteys, Paco Alcázar. 
Nel settembre 2012 ha ricevuto il XL Premio Satira Politica Forte dei Marmi  e il Premio Gabriele Galantara per la satira politica.
Il 20 aprile 2023 la presidente del consiglio Giorgia Meloni e molti esponenti del suo governo hanno attaccato pubblicamente una vignetta di Natangelo in prima pagina su Il Fatto Quotidiano perché accusata di essere lesiva dell'immagine di Arianna Meloni, moglie del ministro Francesco Lollobrigida nonché sorella della presidente del consiglio: il 21 aprile Natangelo ha risposto con una nuova vignetta, sempre in prima pagina, e il 22 aprile Il Fatto Quotidiano ha dedicato all'autore un numero speciale intitolato "Je suis Nat" in cui sono state ripubblicate tutte le sue vignette più discusse. Il 4 maggio l'ordine dei giornalisti avvia un procedimento disciplinare nei confronti di Natangelo per la suddetta vignetta sulle affermazioni razziste di Lollobrigida riguardo alla "sostituzione etnica". Il procedimento si è concluso il 20 giugno con l'archiviazione votata all'unanimità: “il fatto era reale, la frase del ministro sulla natalità aveva suscitato interesse (…) I tratti e le parole usate non erano offensivi e insultanti (…) essendo in discussione il tema della natalità, la rappresentazione da parte del vignettista di un letto matrimoniale in casa Lollobrigida aveva una sua connessione con il tema in oggetto […] Natangelo, con la sua matita satirica, ha esercitato il proprio diritto di critica senza superare i limiti […]. Pertanto propone che il Natangelo sia prosciolto dall’accusa ipotizzata dal presidente dell’ordine di aver violato le norme deontologiche […] Per questi motivi il collegio archivia l’esposto presentato con votazione all’unanimità”. 
Il 4 agosto viene reso noto che Arianna Meloni, sorella della premier, ha sporto querela per diffamazione nei confronti del vignettista.
Il 13 settembre 2023 ha ricevuto, per la seconda volta, il Premio Satira Politica Forte dei Marmi come miglior disegnatore satirico. Nelle motivazioni si legge: "Coraggio nell’affrontare argomenti sensibili e abilità nel farlo in modo provocatorio ma intelligente, senza timore di far discutere […] riuscendo a scandalizzare in maniera trasversale: quel che dovrebbe fare ogni disegnatore satirico". 
Il 14 marzo 2024 esce, per Rizzoli, il suo libro "Cenere - appunti da un lutto": graphic novel in cui racconta della malattia e susseguente morte di sua madre avvenuta il 19 marzo 2023.
A giugno 2025 riceve il XXV Premio Massimo Troisi dal comune di San Giorgio a Cremano per il graphic novel Cenere come miglior opera comica.Nelle motivazioni si legge: "[...]un'opera di straordinaria delicatezza e intensità emotiva, ideata e realizzata dall’autore – uno dei disegnatori e vignettisti più importanti del nostro Paese – all’indomani della morte della propria madre. [...] ogni pagina di “Cenere” è un inno all’amore, alla tenerezza e alla speranza. Uno dei libri più belli mai premiati al “Troisi".

## Pubblicazioni
- Napolitano! Sesso, moniti & Rock'n'roll, Prefazione di Ellekappa, Aliberti, 2012, ISBN 9788874248537.
- 2012 con loden, con Vauro Senesi, Il Fatto Quotidiano, 2013.
- Pensavo fosse amore e invece era Matteo Renzi, Prefazione di Marco Travaglio, Magic Press, 2015, ISBN 978-8877598561.
- Pensavo fosse amore invece era Matteo Renzi. Maria Elena Boschi edition, Magic Press, 2016, ISBN 978-8869132711.
- I peggio stronzi - la mia guerra quotidiana tra satira, giornalismo e politica, Piemme, 2021, ISBN 9788856679762.
- Cenere - appunti da un lutto, Prefazione di Erri De Luca, Rizzoli, 2024, ISBN 978-8891840943.

## Webcomic
- Ora dove sei - un vignettista sulla transmongolica, 2019;
- Somewhere in Italy - un vignettista in cammino in Italia, 2020;
- Stanno tutti bene - ritorno sulla transmongolica, 2020;
- Ghiaccio - un vignettista verso Capo Nord, 2021;
- 10 giorni a gennaio - diario del covid, 2022;
- Ultime dalla terra - un vignettista in Patagonia, 2022;
- Cenere - appunti da un lutto, 2023.

## Premi
- Premio di Satira politica Forte dei Marmi, 2012;
- Premio Gabriele Galantara, 2012;
- Premio di Satira Politica Forte dei Marmi, 2023;
- Premio Gianfranco Funari, 2025.
- Premio Massimo Troisi, 2025